# رجبعلی تجلی سبزواری
رجبعلی تجلی سبزواری (۱۲۶۰ – ۱۳۲۷ یا ۱۳۲۸ شمسی) شاعر و ادیب ایرانی بود.  ابتدا «مؤمن» تخلص می‌کرد ولی بعداً تخلص «تجلی» را برگزید.
رجبعلی فرزند ملاحسن فرزند ملاعبدالجواد در سبزوار به دنیا آمد. او مشروطه‌خواه بود و ناچار شد از دست حاکم سبزوار به مشهد بگریزد.
او در ادارهٔ مالیه خدمت می‌کرد و پس از بازنشستگی در یکی از روستاهای چناران سکونت گزید. او مرید سلسله نعمت‌اللهی بود.

## آثار
آثار او عبارتند از:
1. ذم الاستبداد، چاپ ۱۳۲۶
2. انقلاب خراسان، چاپ ۱۳۲۸، دربارهٔ مبارزات آزادی‌خواهان و مشروطه‌طلبان خراسان. چهار بیت اول آن چنین است:
| دوستان، یک حکایتی‌ست مرا    |  | وز خراسان روایتی‌ست مرا   |
| نه روایت از آنچه دیدم خویش‏ |  | جمله گفتم به‌نظمْ بی‌کم‌وبیش‏ |
| شه محمدعلی، شهِ ایران‏       |  | مرتدِ دین و راندهٔ یزدان‏   |
| پس از آن کز جفای آن نادان‏  |  | شد خزانْ مجلسِ بهارستان    |
3. تجددنامه، چاپ ۱۳۴۷ هجری قمری، که نکوهش تجددمآبی و فرنگی‌مآبی است.
4. نیاز تجلی، شرح منظوم دعای ابو حمزه ثمالی است که توسط سلطان‌حسین تابنده در تیر ۱۳۲۱ خورشیدی چاپ شد.
5. ارمغان تجلی، چاپ ۱۳۲۲ خورشیدی
6. طالبنامه تجلی، دربارهٔ اتحاد بین شیعی و سنی، چاپ ۱۳۶۳ هـ. ق
7. کنکاش‌نامه، بیان اتفاقات از سفر اول ناصرالدین شاه قاجار به اروپا تا افتتاح دوره دوم مجلس شورای ملی است که به تشویق شاهزاده محمد هاشم میرزا افسر سروده شده‌است.